# Рождественские блюда

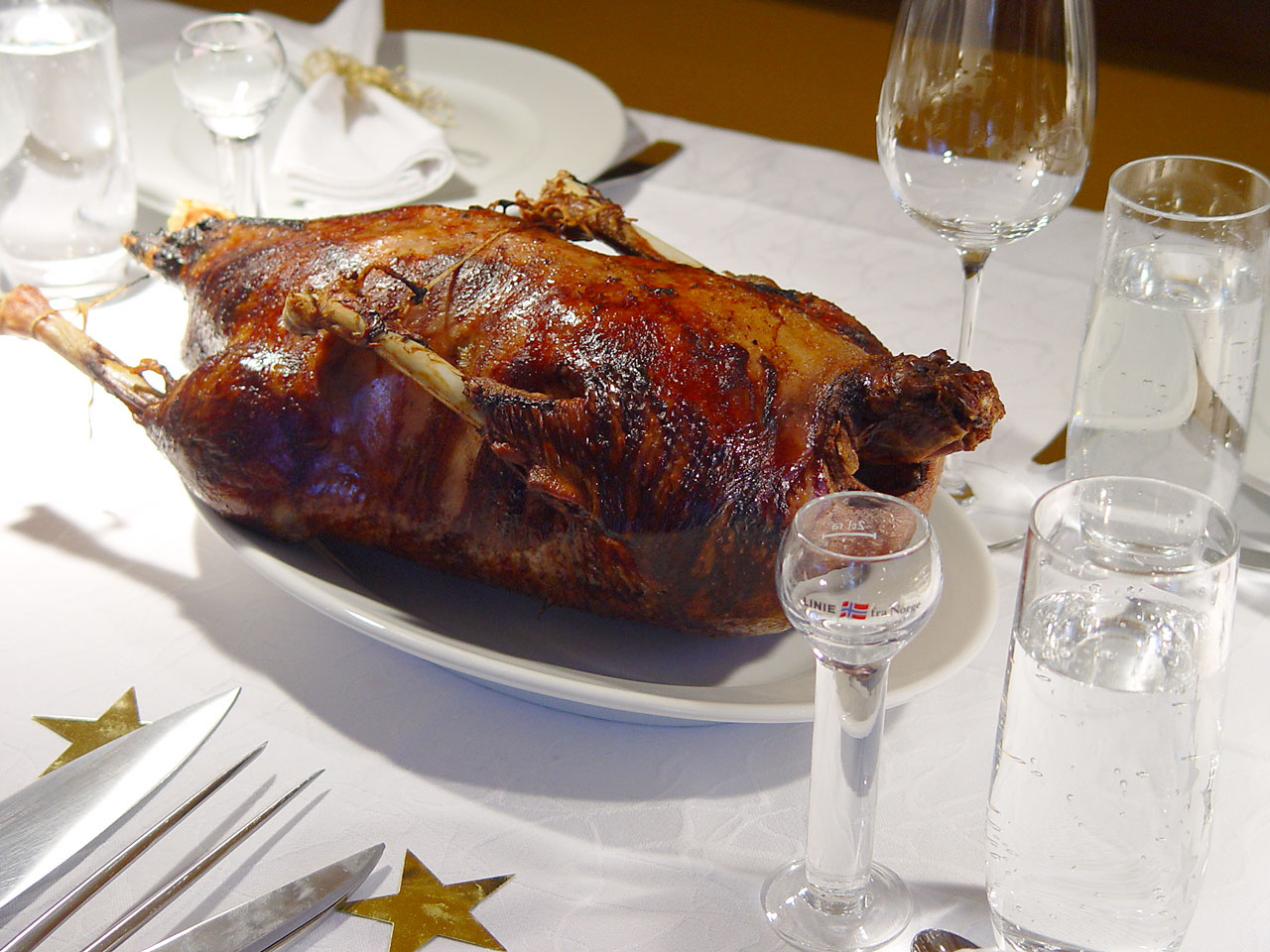
Рождественский гусь

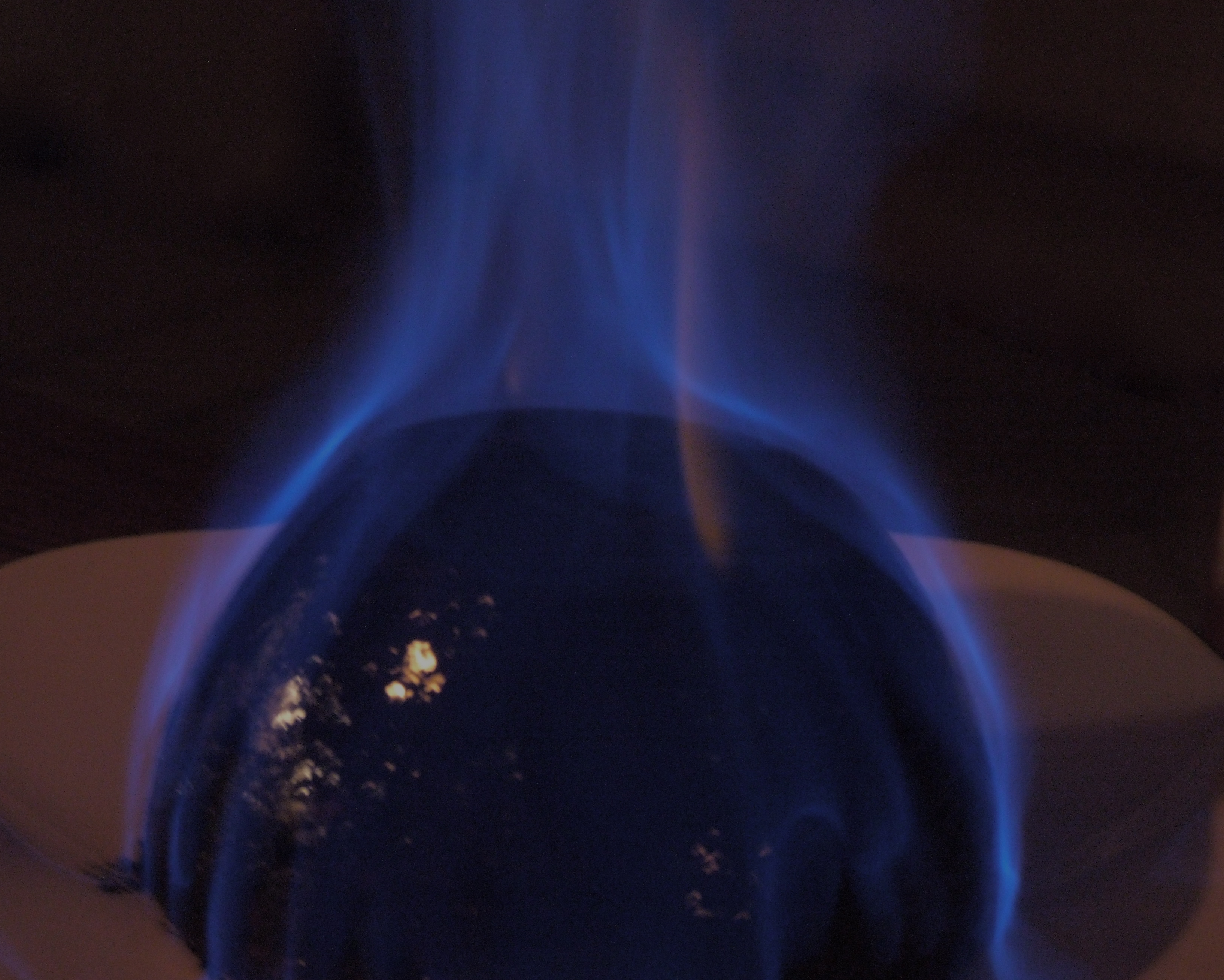
Рождественский пудинг

Рождественские блюда — блюда, которые традиционно готовятся у различных народов с преимущественно христианским населением на праздник Рождества Христова:
- в Австрии: индейка со сливами, в горных районах — жареный или запечённый карп, фаршированный грушами[1];
- в Армении: свиной окорок или индейка;
- в Белоруссии: сочиво (коливо, кутья, сыта), клюквенный кисель, печисто (запечённое большим куском мясо (свинина, говядина или птица), наливки домашние (домашняя настойка из черноплодной рябины, клюквы, малины и других ягод);
- в Бельгии: телячья колбаса с трюфелями, мясо вепря, традиционный торт, вино;
- в Болгарии: 7, 9 или 11 постных блюд. Баница с сюрпризом;
- в Великобритании: индейка под соусом из крыжовника или с каштановым пюре, рождественский пудинг, пирог Минс пай и бренди;
- в Венгрии: тонкая облатка, намазанная мёдом и подаваемая с чесноком, индейка со сливами и абрикосами;
- в Германии: жареный гусь; картофельный салат с сосисками[2] ;
- в Греции: индейка в вине;
- в Дании: утка или гусь, фаршированные фруктами, рисовый пудинг, посыпанный корицей[3];
- в Ирландии: индейка или окорок;
- в Испании: перед полуночной мессой едят жирный суп, после — жареный барашек, моллюски, индейка, молочный поросёнок, пирог с мясом, херес, ;
- в Италии: перед полуночной мессой едят угря, после — паровую треску или окуня с белым вином;
- в Латвии: серый горох с беконным соусом, маленькие пирожки, капуста и сосиски, мандарины, пипаркукас — печенья с корицей и чёрным молотым перцем.
- в Литве: двенадцать постных блюд в сочельник, фаршированный карп, маковое молоко и клюквенный кисель, «кучюкай» — маленькие печенья с маком;
- в Люксембурге: яблоки, местное игристое вино;
- в Нидерландах: кролик, оленина или дичь;
- в Польше: двенадцать блюд, в том числе борщ из красной свёклы, карп в желе и иногда кутья;
- в Португалии: бакальяу, очень сладкий портвейн;
- в России: (коливо, сочиво, сыта), утка или гусь с яблоками, пряженина, козули (печенье из пряничного теста);
- в Словакии: капустница и карп с картофельным салатом, тонкая облатка с мёдом и чесноком, гусь с яблоками;
- в Финляндии: окорок, сёмга, форель, морковная, брюквенная или картофельная запеканка, слойки со сливовым вареньем, зелёный горошек, брусника, клюква, рождественское печенье;

- во Франции: устрицы, паштет из гусиной печени, индейка в белом вине, шампанское и сыры; везде к столу на Рождество подаются копчёный окорок, дичь, салаты, выпечка, фрукты, конфеты и вино[4]. На северо-востоке Франции главным блюдом часто является гусь,
  - в Арманьяке — тушёное мясо «Доб» (запечённый целиком огузок в духовке в белом или красном вине с пряностями).
  - в Бургундии — индейка с каштанами.
  - в Бретани традиционно подаются лепёшки из гречихи со сметаной, а парижане предпочитают устриц, лобстеров, паштет из гусиной печени (часто приготовленный в виде рождественского полена) и шампанское.
  - в Ниверне — кровяная колбаса из свежего поросёнка с лепёшками из хлебного теста.
  - в Провансе — в Сочельник перед рождественской мессой: цветная капуста, треска (отварная или в кляре), лапша домашняя, улитки с оливками, омлет с артишоками. На десерт — 13 блюд (различные фрукты, орехи, кондитерские изделия, алкогольные напитки). После мессы — индейка с каштанами.
  - в Пуату — домашняя птица (обычно каплун), или пернатая дичь (белые цапли-чепуры, куропатки, фазаны), или полевая — зайцы, иногда кролики.
  - в Руссильоне — на закуску устрицы и жирная печень (холодная). Основные блюда: ветчина по-руссильонски, жареная индейка, а также заячье мясо как сопровождающий компонент. Мускатные вина, ликёрное вино Баньи, розовое или красное вино испанского типа (креплёное). Десерт — хлеб с анисом, руссильонская нуга, домашнее печенье местного производства в ассортименте.
  - в Турине — кровяная колбаса (белая и черная попеременно), шкварки, котлеты и лепёшки.
  - в Эльзасе — гусиная печёнка, тушенная с кислой капустой.

- в Чехии: жареный карп, картофельный салат, гусь с яблоками[5];
- в Швеции: юлмуст, рождественская ветчина (юльшинка), лимпа, печенье с пряностями, различные виды сельди;
- на Украине: борщ с пампушками, вареники, капустняк, узвар, кутья (укр. кутя, коливо), утка или гусь, фаршированные яблоками, или индейка, также фаршированная яблоками или сухарями;
- в Эстонии: квашеная капуста, вериворст — кровяные колбаски, пипаркоок — печенья с корицей и чёрным молотым перцем.